# منتخب مالطا لكرة القدم الشاطئية
منتخب مالطا لكرة القدم الشاطئية (بالإنجليزية: Malta national beach soccer team)‏ هو ممثل مالطا الرسمي في المنافسات الدولية في كرة القدم الشاطئية 
، يديريه اتحاد مالطا لكرة القدم.